# Tratado de 1818
O Tratado de 1818 foi uma Convenção a respeito de pesca, de fronteiras, e da restituição de escravos ("Convention respecting fisheries, boundary, and the restoration of slaves") entre os Estados Unidos e o Reino Unido, também conhecida como Convenção de Londres, Convenção Anglo-Americana de 1818, Convenção de 1818, foi um tratado assinado em 1818 entre os Estados Unidos e o Reino Unido. Decidiu permanentes questões de fronteira entre as duas nações, e permitiu a ocupação e a colonização conjunta do Oregon Country, conhecido na história dos britânicos e canadenses como o Distrito de Colúmbia da Companhia da Baía de Hudson, incluindo o Sul e parte de sua irmã o Distrito da Nova Caledônia.
O tratado marcou a última perda territorial continental dos Estados Unidos, a ponta mais setentrional do território da Luisiana acima do Paralelo 49 N, conhecido como o rio Milk atualmente localizado ao sul de Alberta. A Grã-Bretanha cedeu toda a Terra de Rupert localizada a sul do paralelo 49º N e as Montanhas Rochosas ao Oeste, incluindo o Estabelecimento de Red River.

## História

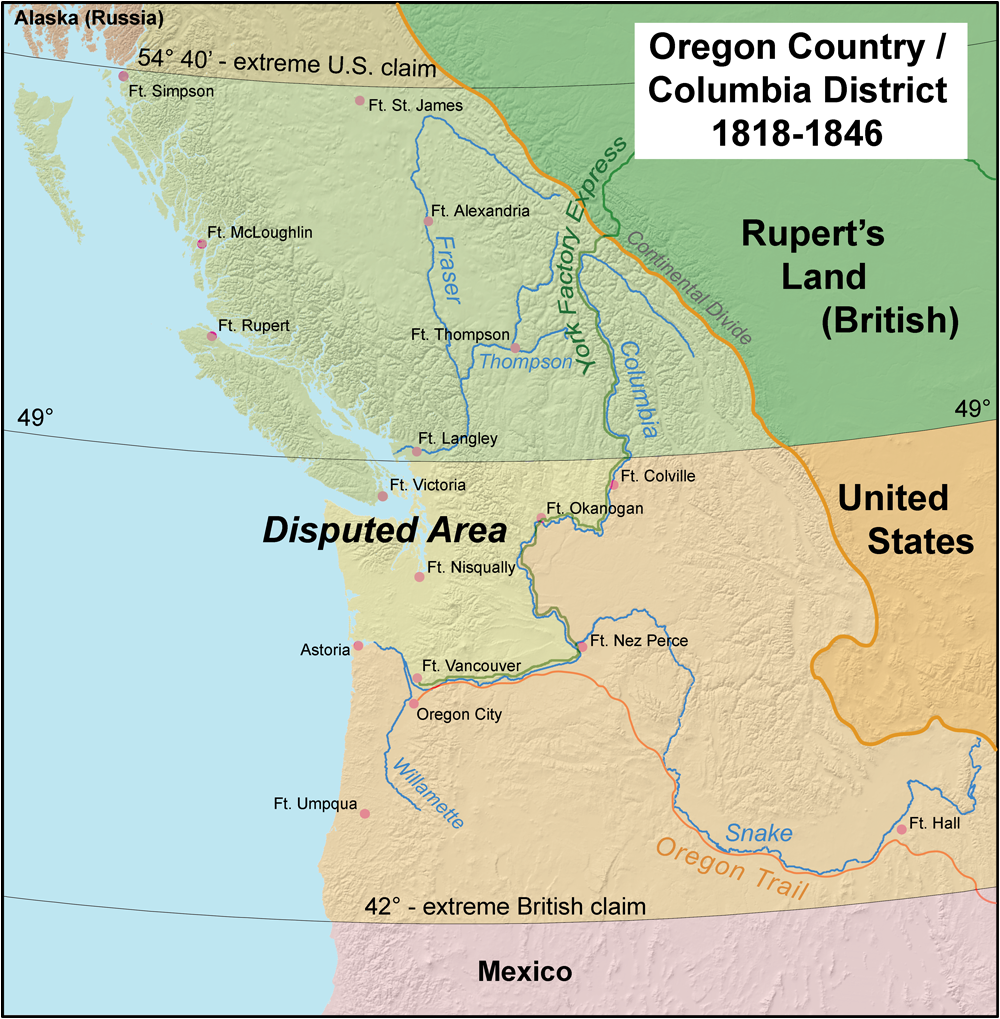
O Oregon Country / Distrito de Colúmbia "Área Disputada" estendida de 42N para 54 40'N.

O tratado foi assinado em 20 de outubro de 1818. As ratificações foram trocadas em 30 de janeiro de 1819. A Convenção de 1818, juntamente com o Tratado de Rush-Bagot de 1817, marcou o início da melhoria das relações entre o Império Britânico e as suas ex-colónias, e preparou o caminho para relações mais positivas entre os Estados Unidos e o Canadá.
Apesar da natureza relativamente amigável do contrato, este, no entanto, resultou em uma feroz luta pelo controle do Oregon Country, nas duas décadas seguintes.
Em meados da década de 1840 a maré de imigração norte-americana, bem como um movimento político para reivindicar todo o território dos Estados Unidos, levaram a uma renegociação do acordo. O Tratado do Oregon de 1846 definitivamente estabeleceu o paralelo 49 N como a fronteira entre os Estados Unidos e a América do Norte Britânica na região do Noroeste Pacífico.